# Der Lotse
Der Lotse (The Shepherd) ist eine Novelle von Frederick Forsyth, die erstmals 1975 bei Hutchinson Co. Ltd., London, auf Englisch erschien. Die deutsche Übersetzung von Rolf und Hedda Soellner erschien ebenfalls 1975 im Piper Verlag. Im Jahr 2023 erschien ein Kurzfilm auf Disney+, der auf dem Buch basiert.

## Handlung
Am Heiligabend 1957 soll ein junger britischer Kampfpilot mit seiner Vampire vom Luftwaffenstützpunkt Celle zur Royal Air Force Station Lakenheath fliegen. Über der Nordsee fallen jedoch alle Navigationsinstrumente und sein Funk aus. Als über England auch noch Nebel aufzieht, wird ihm klar, dass er keine Möglichkeit hat, irgendwo zu landen.
Plötzlich taucht unter ihm ein alter Mosquito-Jagdbomber auf, der ihn zu einem Flugplatz geleitet, wo er sicher landen kann. Erst am Boden erfährt er, dass er auf dem stillgelegten Flugplatz Minton ist. Der junge Pilot versucht herauszufinden, bei wem er sich für seine Rettung in dieser Nacht bedanken kann. Doch keiner der RAF-Stützpunkte, die er anruft, kann ihm weiterhelfen. Noch nicht mal eine einsatzfähige Mosquito will einer haben.
Zunächst versucht er für all die merkwürdigen Vorgänge dieser Nacht noch eine logische Erklärung zu finden, doch dann entdeckt er ein vergilbtes Bild mit eben jenem Flugzeug, das ihn herunter gelotst hat. Einer der Verwalter von Minton erklärt ihm, das sei der legendäre Johnny Kavanagh gewesen. Im Krieg war er einer der sogenannten Pfadfinder, die mit ihren Mosquitos über der Nordsee und dem Ärmelkanal nach alliierten Bombern Ausschau hielten, die beim Einsatz beschädigt wurden und keinen Funk mehr hatten, um sie sicher zum nächsten Flugplatz zu geleiten. Am Heiligabend 1943 ist Kavanagh jedoch von einem solchen Einsatz nicht mehr zurückgekehrt.

## Bewertung
Nachdem Forsyth zuvor als Schriftsteller nur Thriller in Romanform veröffentlicht hatte, präsentierte er mit Der Lotse eine mythische Weihnachtsgeschichte. Dabei greift Forsyth auf seine Erfahrung als Pilot zurück, schildert die technischen Anlagen des Flugzeugs sowie verschiedene Abläufe und Notfallprozedere jener Zeit. The Shepherd hat sich in Kanada zu einer traditionell am Heiligen Abend im Radio vorgelesenen Geschichte entwickelt. Die Erzählung gilt als „nach Kritikermeinung … spannend und von besonderer literarischer Qualität.“

## Verfilmung
Die Novelle wurde 2023 als gleichnamiger Kurzfilm von Iain Softley für Disney+ umgesetzt.

## Ausgabe/Quelle
- Frederick Forsyth: Der Lotse. Aus d. Engl. von Rolf u. Hedda Soellner. Ill. von Chris Foss. Piper, München 1975, ISBN 978-3-492-02164-7 / 3. Auflage 2016, ISBN 978-3-492-30122-0